# Valence-en-Poitou
Valence-en-Poito község Franciaország Új-Aquitania régiójában, Vienne megyében. Új községként 2019. január 1-jén jött létre öt korábbi község: Couhé, Ceaux-en-Couhé, Châtillon, Payré és Vaux egyesítésével. 
Az egyesüléskor az új község lélekszáma 4590 fő lett. Lakosainak száma 4323 fő (2022. január 1.).

## Népesség
| Lakosok száma | 4474 | 4461 | 4455 | 4412 | 4368 | 4323 |
|               | 2017 | 2018 | 2019 | 2020 | 2021 | 2022 |